# Pavetta mollissima
Pavetta mollissima är en måreväxtart som beskrevs av John Hutchinson och John McEwan Dalziel. Pavetta mollissima ingår i släktet Pavetta och familjen måreväxter. IUCN kategoriserar arten globalt som sårbar.
Artens utbredningsområde är Ghana. Inga underarter finns listade i Catalogue of Life.